# أندي بيسلي
أندي بيسلي (بالإنجليزية: Andy Beasley) هو لاعب كرة قدم بريطاني في مركز حراسة المرمى، ولد في 5 فبراير 1964 في سدجلي ‏ في المملكة المتحدة. لعب مع نادي بريستول روفيرز ونادي بيتربورو يونايتد ونادي تشيسترفيلد ونادي تشيلتنهام تاون لكرة القدم ونادي دونكاستر روفرز ونادي سكاربورو ونادي لوتون تاون ونادي مانسفيلد تاون.

## وصلات خارجية
- أندي بيسلي على موقع Soccerbase.com (لاعب) (الإنجليزية)